# Nseries
Nokia Nseries — серия мультимедийных смартфонов и планшетов, продававшихся корпорацией Nokia с 2005 по 2011 год. В то время устройства Nseries обычно поддерживали несколько высокоскоростных беспроводных технологий, таких как 3G или беспроводная локальная сеть. Цифровые мультимедийные услуги, такие как воспроизведение музыки, захват или просмотр фото/видео, игровые или интернет-услуги, были в центре внимания линейки. В 2011 году линейка была заменена линейкой Nokia Lumia в качестве основной линейки смартфонов компании.
Планшет Nokia N1 был представлен в ноябре 2014 года и, таким образом, возродил префикс «N», но не продавался как «Nseries».

## История
27 апреля 2005 года компания Nokia объявила новую серию своих продуктов на выставке в Амстердаме. Первыми такими продуктами стали Nokia N70, Nokia N90 и Nokia N91. 2 ноября 2005 года Nokia анонсировала новые Nokia N71, Nokia N80 и Nokia N92, а 25 апреля 2006 представила телефоны Nokia N72, Nokia N73 и Nokia N93. В 2007 году на рынке появились Nokia N82 Nokia N95 и Nokia N86 Последний телефон получил статус флагмана Nseries, и 15 августа 2009 года был признан EISA, Европейской ассоциацией потребительской электроники, «Лучшим европейским медиафоном 2009—2010 года».
В середине 2011 года после выхода на рынок смартфона Nokia N8 (вышедший в апреле 2010 года) компания сделала заявление, что этот продукт станет последним продуктом в линейке Nseries, основанным на операционной системе Symbian. 
Последняя версия Symbian Belle. Она заменила, в свою очередь, Symbian Anna. Все пользователи данной версии могут бесплатно обновиться через программу Nokia Suite.
21 июня 2011 года Nokia продемонстрировала свой смартфон Nokia N9 на базе ОС MeeGo, свое четвертое устройство Nseries, отличное от Symbian (после интернет-планшетов N800 и N810 и смартфон N900 на базе Maemo). В том же году Nseries была снята с производства и заменена Lumia. Компания представила планшет Nokia N1 18 ноября 2014 года, что ознаменовало возвращение префикса N, но брендинг Nseries до сих пор отсутствует.

## Функции
Nokia Nseries предназначена для пользователей, которые хотят упаковать как можно больше функций в одно устройство. Камеры лучше среднего, часто используемые в устройствах Nseries (многие из которых используют более качественную оптику Carl Zeiss), являются одним из таких примеров, равно как и возможности воспроизведения видео и музыки и просмотра фотографий на этих устройствах, которые напоминают возможности автономных портативных мультимедийных устройств. По состоянию на 2008 год во всех недавно выпущенных устройствах также присутствовали функции GPS, MP3-плеер и WLAN.
Цифры описывают характеристики телефона:
- Серия N7x — это сбалансированная и наименее дорогая серия Nseries с меньшим количеством функций.
- Серия N8x — это серия Nseries более высокого класса с камерами (например, N82, N85 и N86 8MP).
- Серия N9x — это высшая и самая дорогая серия Nseries с главными нововведениями.

Хотя есть и исключения — с учетом N8x, как N82, так и N86 8MP были смартфонами высшего класса с продвинутыми камерами, поэтому они явно «высококлассные», как и их собратья N9x.

## Операционные системы
Первым устройством Nseries был Nokia N90 в 2005 году, на котором работала мобильная операционная система Symbian OS 8.1 с Series 60 2nd Edition Feature Pack 3, как и анонсированная одновременно Nokia N70.

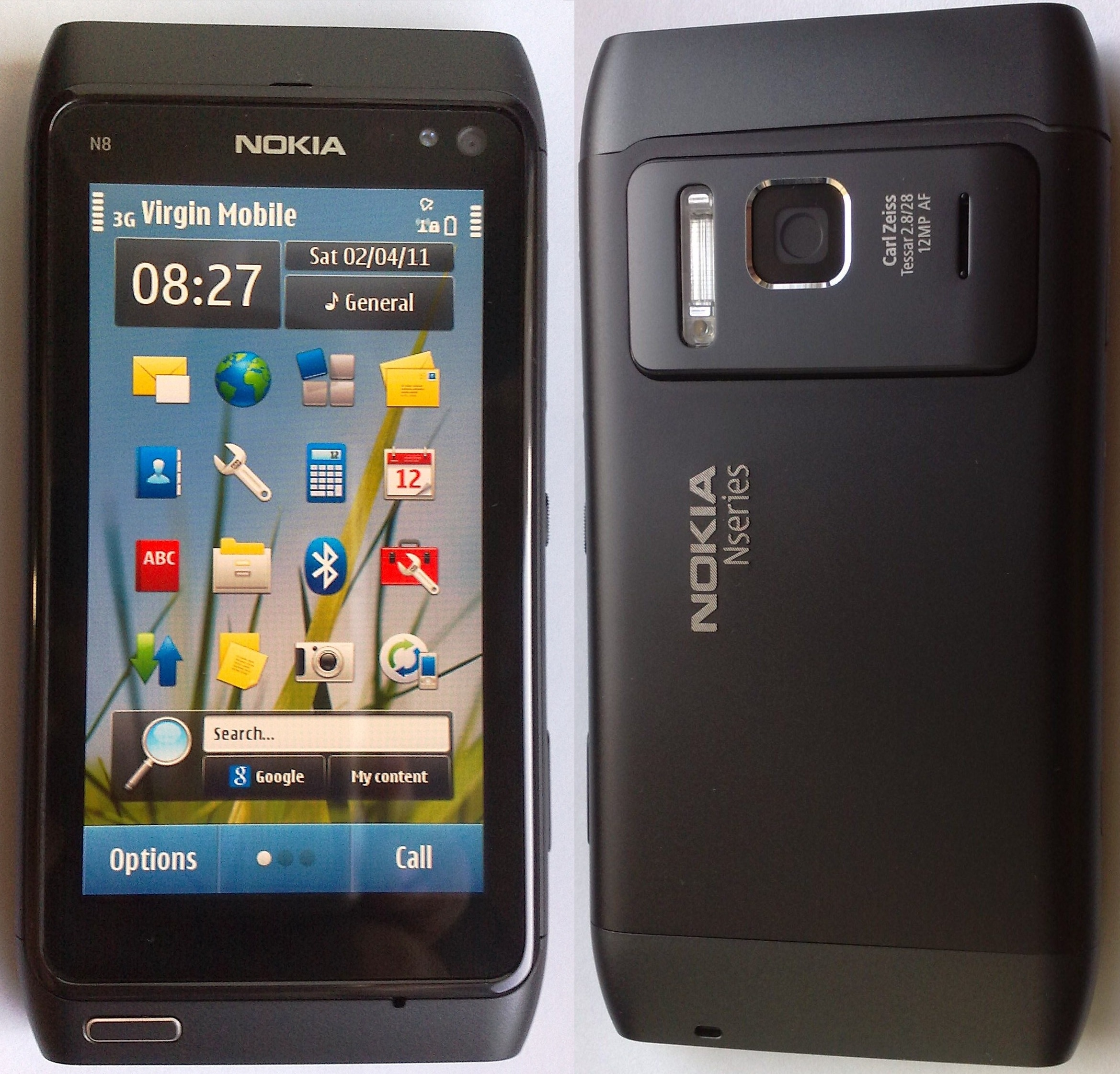
Смартфон Nokia N8 был первым в мире устройством Symbian^3 и первым камерофоном от Nokia с 12-мегапиксельным автофокусным объективом.

Nokia N8, выпущенный в сентябре 2010 года, стал первым в мире телефоном с операционной системой Symbian^3 и первым телефоном Nokia с 12-мегапиксельным объективом с автофокусом.
В интернет-планшетах Nokia N800 и Nokia N810 (2007 года) и смартфоне Nokia N900 (2009 года) Nokia решила использовать операционную систему Maemo на базе Linux.
Последними мобильными телефонами Nseries были Nokia N950, предназначенная только для разработчиков, выпущенная в середине 2011 года, и Nokia N9, выпущенная в сентябре 2011 года. Maemo объединилась с Intel Moblin для создания MeeGo в мае 2010 года, поэтому Nokia решила использовать MeeGo «Harmattan» 1.2 для эти устройства.

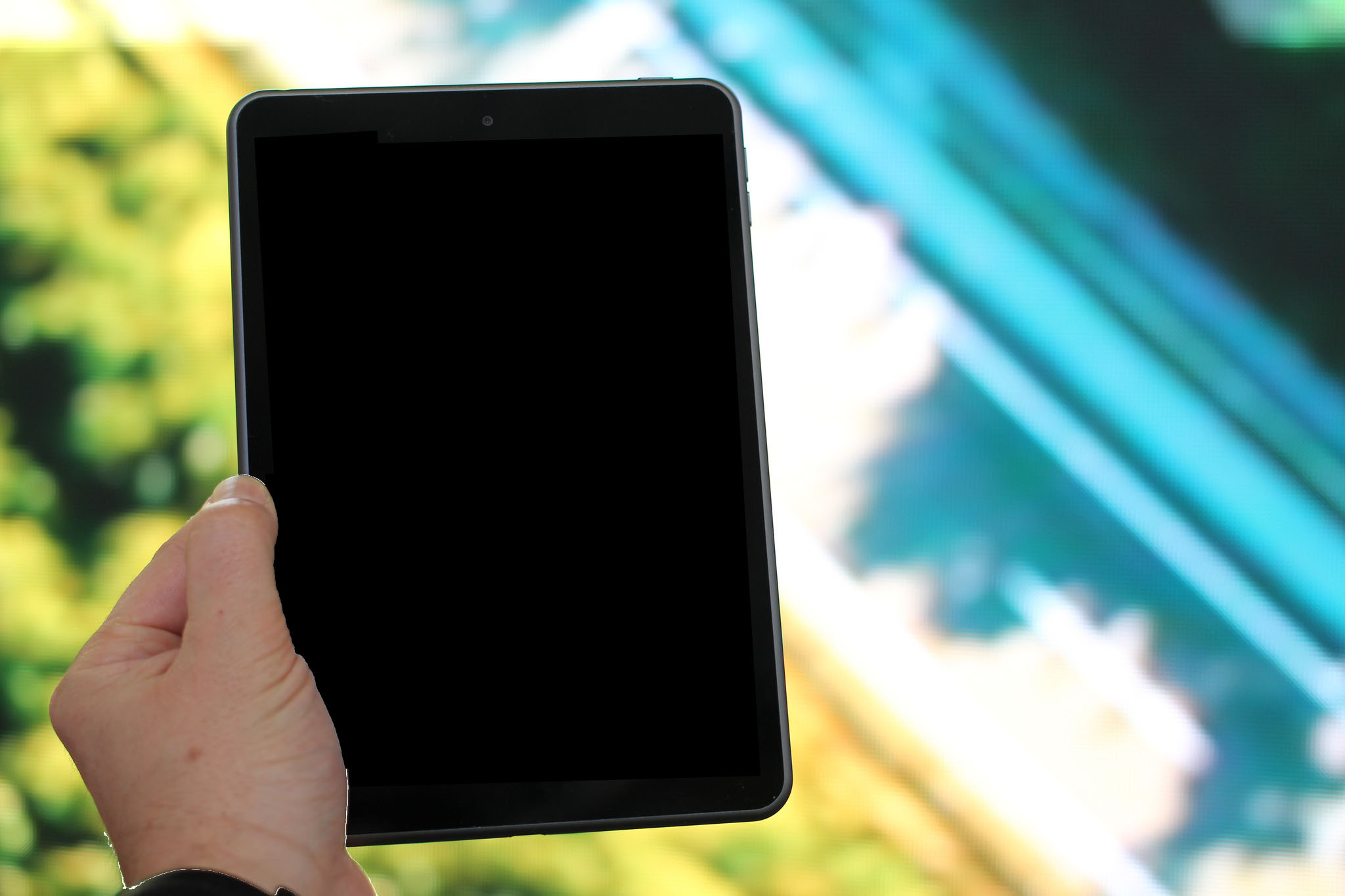
Планшет Nokia N1 был последним смартфоном/планшетом Nokia Nseries с 7,9-дюймовым ЖК-экраном IPS и первым планшетом с ЖК-дисплеем IPS.

Планшет Nseries Nokia N1 на базе Android, разработанный Nokia и выпущенный в январе 2015 года, использует Android (операционную систему) 5.0 (Lollipop). Он производится Foxconn и имеет 8-мегапиксельную заднюю камеру и 5-мегапиксельную фронтальную камеру.

## Последний смартфон Nseries
В июне 2011 года на выставке Nokia Connections в Сингапуре Nokia представила новый N9 с ОС MeeGo 1.2 Harmattan, которую компания называет устройством Qt, поскольку все приложение и структура пользовательского интерфейса написаны на Qt. Это также первый в мире полностью сенсорный телефон без кнопок для главного экрана и с отличным новым пользовательским интерфейсом. Отзывы об этом телефоне были средними или хорошими, причем большинству обозревателей понравилось хорошее качество телефона и операционная система, но они выразили обеспокоенность тем фактом, что он проигрывает конкурентам с точки зрения характеристик. Ожидалось, что устройство будет продаваться в отдельных регионах в третьем квартале 2011 года.